# Fimbristylis itaru-itoana
Fimbristylis itaru-itoana är en halvgräsart som beskrevs av Tetsuo Michael Koyama. Fimbristylis itaru-itoana ingår i släktet Fimbristylis och familjen halvgräs. Inga underarter finns listade i Catalogue of Life.